# أدريتو والديمار
أدريتو والديمار ألفيز كارفاليو "ديدي" (بالبرتغالية: Adérito Waldemar Alves de Carvalho‏)، من مواليد 4 يوليو 1981 في لوبيتو في أنغولا، لاعب كرة قدم أنغولي.
بدأ مسيرته الكروية مع نادي أكاديميكا لوبيتو في عام 2001، ولعب معهم حتى عام 2003، وفي عام 2003 انتقل إلى نادي إلفاز، ولعب معهم حتى عام 2005، وفي موسم 2005/2006 انتقل إلى نادي بورتوسانتينسي، ولعب معهم 24 مباراة وسجل هدف واحد، وفي موسم 2006/2007 انتقل إلى نادي تروفينسي، ولعب معهم 28 مباراة وسجل 4 أهداف، ومنذ عام 2007 وهو يلعب مع نادي باكو فيريرا البرتغالي.
هو يلعب مع منتخب أنغولا لكرة القدم.

## روابط خارجية
- أدريتو والديمار على موقع قاعدة بيانات كرة القدم.إي يو (الإنجليزية)
- أدريتو والديمار على موقع ناشيونال فوتبول تيمز (الإنجليزية)
- أدريتو والديمار على موقع Soccerway.com (الإنجليزية)
- أدريتو والديمار على موقع عالم كرة القدم.نت (الإنجليزية)